# 中国鉄路西安局集団有限公司
中国鉄路西安局集団有限公司（ちゅうごくてつろせいあんきょくゆうげんコンス）は、中華人民共和国中国国家鉄路集団に属する鉄道運営会社の一つである。旧称は西安鉄路局。略称は西安局、西局。
管轄範囲は陝西省内のほぼ全域と四川省達州駅、広元駅までである。隴海線、宝中線、寧西線、包西線、宝成線、西康線、陽安線、襄渝線等の路線を管轄し、営業路線距離は5000kmを超える。
もともとは鄭州鉄路局の傘下で西安分局と安康分局としてあったものが、2005年3月に合併、西安鉄路局となった。